# 22782 Kushalnaik
22782 Kushalnaik è un asteroide della fascia principale. Scoperto nel 1999, presenta un'orbita caratterizzata da un semiasse maggiore pari a 2,2437950 UA e da un'eccentricità di 0,0602140, inclinata di 4,22872° rispetto all'eclittica.